# Komarica (Bośnia i Hercegowina)
Komarica (cyr. Комарица) – wieś w Bośni i Hercegowinie, w Republice Serbskiej, w mieście Doboj. W 2013 roku liczyła 111 mieszkańców.